# Seymour Island
Seymour Island és una illa de la cadena de setze illes principals al voltant de la punta de la Terra de Graham, a la península antàrtica. Es troba a l'oest de la península.
A l'illa hi ha la Base Marambio, la principal base argentina a l'Antàrtida.

## Clima
Les temperatures mitjanes a l'illa de Seymour, mesurades a la base Marambio, són d'1 °C durant l'estiu i -21 °C durant l'hivern. A l'hivern, però, els vents forts poden reduir la temperatura de sensació fins a -60 °C. El 9 de febrer de 2020 s'hi va registrar una temperatura de 20,75 °C, tot i que l'1 de juliol de 2021 l'Organització Meteorològica Mundial en va invalidar la lectura perquè la temperatura es va registrar en condicions no estàndard.